# Palacio Chitralada
El Palacio Chitralada (tailandés: พระตำหนักจิตรลดารโหฐาน; pronunciado Chit Lada Raho-than), es la residencia privada del rey Bhumibol Adulyadej (Rama IX) y de la reina Sirikit en Bangkok, Tailandia.  El palacio forma parte del complejo de Palacio de Dusit.  El rey Bhumibol fue el primer rey de la dinastía Chakri en vivir en el Palacio Chitralada, se trasladó allí tras la muerte de su hermano mayor, el rey Rama VIII en el Gran Palacio. Los terrenos del palacio, suman en total 4 kilómetros cuadrados, rodeado por un foso y Guardias, también contienen la Escuela Chitralada, creada inicialmente para los hijos de la familia real. La escuela es, quizás, la más exclusiva en Tailandia.

## Historia
El edificio principal del palacio de dos niveles, fundada por Rama VI. El palacio fue la residencia de Rama VI. La escuela del palacio, Chitralada School, fue fundada en 1958 por los hijos de la familia real y el personal de palacio. El príncipe Dipangkorn Rasmijoti, heredero presunto, actualmente es estudiante de la Chitralada School.
Mientras el rey estaba interesado en la agricultura y la industria agrícola; campo de arroz, molinos, pescado bueno, granjas lecheras y construcción de buenas fábricas. Los centros de investigación de los productos agrícolas también tuvieron su inicio proporcionando formación a los agricultores. Chitralada es también la marca de muchos de los productos del palacio.
Los visitantes necesitan tener un permiso especial para entrar.